# Paul Pogba
Paul Pogba (Lagny-sur-Marne, 15. ožujka 1993.) francuski je nogometaš koji igra na poziciji veznog. Trenutačno igra za Monaco. 
Pogba je prije dolaska u Italiju igrao u rodnoj Francuskoj te u Manchester Unitedu, a u ljeto 2012. godine preselio je u Torino. U kolovozu 2016. godine je se Pogba ponovno vratio na Old Trafford.
Francuski nogometni izbornik objavio je u svibnju 2016. popis za nastup na Europskom prvenstvu u Francuskoj, na kojem je se nalazio Pogba.

## Klupska karijera
Pogba je rođen u istočnom predgrađu Pariza, a široj svjetskoj javnosti postao je poznat 2009. godine kada ga je uočio Alex Ferguson i odlučio dovesti na Old Trafford. Tada je Pogba bio 16-godišnji igrač Le Havrea.
3. srpnja 2012., trener Manchester Uniteda, Alex Ferguson objavio je prelazak Pogbe u redove talijanskog Juventusa za nepoznatu svotu novca riječima da je Pogba već odavno postao igračem Juventusa.

### Juventus
Pogba svoj prvi službeni pogodak u dresu Juventusa zabija u 2:0 pobijedi nad Napolijem koji je tada bio izjednačen na vrhu tablice s Juventusom. Pogba je zabio vodeći pogodak 10-ak minuta prije kraja utakmice. 31. listopada 2012. Paul zabija i svoj drugi pogodak u dresu Juventusa, ovoga puta još važniji, u zadnjim trenutcima utakmice protiv Bologne te svojem klubu donosi vrijedu 2:1 pobjedu.
19. siječnja 2013. mladi Francuz mijenja ozlijeđenog Andreu Pirla u početnoj postavi te zabija dva spektakularna pogotka za 2:0 vodstvo protiv Udinesea. Utakmica je završila 4:0 pobjedom Juventusa, a prvi pogodak je Pogba zabio s 40-ak metara. Drugi je također bio spektakularan s 25 metara od gola, te nakon vrlo dobrih igara interes drugih velikih europskih velikana za Paula sve više raste.

### Manchester United
Francuski reprezentativac je službeno postao novi član Manchester Uniteda u kolovozu 2016. godine, te tako postao najskuplji nogometaš u povijesti. Veznjak gvinejskih korijena preselio je u Manchester United za 105 milijuna odštete. Pogba je potpisao ugovor na pet godina uz tjednu plaću od 320.000 eura. Bio je od 2009. do 2012. bio član Unitedove akademije. "Pogba je jedan od najboljih nogometaša na svijetu i bit će jedan od ključnih igrača naše momčadi. Brz je, jak, postiže golove i čita igru bolje nego mnogi stariji i iskusniji igrači," kazao je trener José Mourinho.